# Pudelpointer
Pudelpointer[Nota], oriunda da Alemanha, é uma raça resultante dos cruzamentos entre poodles e bracos alemães, utilizados nas tentativas do esportista alemão Von Zedlitz, que buscava o cão ideal para apontar e recolher as caças. Considerado soberbo, é subestimado até mesmo em sua nação de origem. De adestramente dito moderado, pode atingir os 30 kg, tem a pelagem curta e impermeável e a barba que lembra um arame.